# Winica
Winica (maced. Виница) – miasto we wschodniej Macedonii Północnej, w Kotlinie Koczańskiej, między górami Osogowska Płanina na północy i Płaczkowica na południu. Ośrodek administracyjny gminy Winica. W 2002 roku liczba mieszkańców wynosiła 9246 osób (85,5% Macedończyków, 11% Romów, 2,5% Turków).
W Winicy, na wzgórzu górującym nad miastem, zachowały się ruiny fortecy z czasów rzymskich.